# ماغنوس كيلستيت
ماغنوس كيلستيت (بالسويدية: Magnus Kihlstedt)‏ (مواليد 29 فبراير 1972) هو لاعب كرة قدم. يلعب مع منتخب السويد لكرة القدم. سبق له أن لعب في كأس العالم لكرة القدم مع منتخب بلاده.

## مسيرته الكروية
لعب ماغنوس كيلستيت خلال مسيرته الاحترافية مع 4 أندية في خمسة عشر موسمًا ولم يسجل خلالها أي هدف ضمن 303 مباراة. حيث فاز في موسم واحد بالكأس وفي موسمين بالدوري.
خاض ماغنوس كيلستيت مسيرته مع IK Oddevold ‏ في موسم 1991 ليلعب معه ستة مواسم، مشاركًا في 131 مباراة ولم يسجل أي هدف. ثم انتقل إلى نادي ليلستروم في عامي 1997-1999 ولمدة موسمين، حيث شارك في 52 مباراة ولم يسجل أي هدف أيضًا. لينتقل بعدها إلى نادي بران في موسم 1999 واستمر معه طيلة ثلاثة مواسم، مشاركًا في 51 مباراة ولم يسجل أي هدف أيضًا. ثم انتقل إلى نادي كوبنهاغن في موسم 2001–02 ليلعب معه أربعة مواسم، مشاركًا في 69 مباراة ولم يسجل أي هدف أيضًا.

## روابط خارجية
- ماغنوس كيلستيت على موقع الاتحاد الدولي (مؤرشف)  (الإنجليزية)
- ماغنوس كيلستيت على موقع اتحاد السويد (السويدية)
- ماغنوس كيلستيت على موقع قاعدة بيانات كرة القدم.إي يو (الإنجليزية)
- ماغنوس كيلستيت على موقع ناشيونال فوتبول تيمز (الإنجليزية)